# Johan de Knuyt
Johan de Knuyt (Middelburg, 6 maart 1587 - aldaar, 17 december 1654) was een Zeeuws regent en vertegenwoordiger van de Eerste Edele in Zeeland. Hij was een naaste adviseur van Frederik Hendrik. De Knuyt speelde een voorname rol bij diplomatieke onderhandelingen met Frankrijk en Spanje om een einde aan de Tachtigjarige Oorlog te maken.  

## Familie
De Knuyt werd te Middelburg geboren als de zoon van licentmeester Laurens de Knuyt en Marguerite Lenaerts of Rutsaerts, vrouwe van Reimerswal. Zijn vader was nog door Willem van Oranje tot licentmeester aangesteld. Op 18 april 1610 trad hij in huwelijk met Carolina Tenys, voor een-zesde deel vrouwe van Oud- en Nieuw Vossemeer. Uit dit huwelijk werd een dochter, Margarita geboren. Johan de Knuyt overleed op 17 december 1654. Bij testament liet hij een legaat van duizend Vlaamse pond na aan de Middelburgse diaconie-armen.

## Politieke carrière
Na enige tijd in de raad te hebben gezeten, werd hij na een periode als schepen in 1612 een van de burgemeesters van Middelburg. 
Vanaf 1616 was hij Zeeuws gecommitteerde bij de Generaliteitsrekenkamer in Den Haag. Deze functie bleef hij bekleden toen hij tot adviseur van Frederik Hendrik werd benoemd. 
In 1630 redde hij het prinsdom Orange uit de macht van gouverneur Jean de Hertoge van Osmael, heer van Valckenburg, die dit prinsdom naar men zegt aan Frankrijk wilde toespelen. Als dank kende prins Frederik Hendrik hem een jaarlijkse rente van 2000 gulden toe. Ook benoemde hij hem in de Staten van Zeeland tot zijn vertegenwoordiger als eerste edele. Deze positie bekleedde De Knuyt vanaf 19 februari 1631. 
Zo rond 1630 voelde de Republiek zich sterk genoeg om de Spanjaarden uit de Zuidelijke Nederlanden te verdrijven. In 1634 zond Frederik Hendrik De Knuyt met de Hollandse raadpensionaris Adriaen Pauw naar Frankrijk om een alliantie te sluiten tegen Spanje. Beiden wisten inderdaad een verbond met Frankrijk te sluiten. Een van de afspraken was de verdeling van de Zuidelijke Nederlanden langs de taalgrens.  
In 1638 werd hij door de staten wederom naar het Franse hof gestuurd, nu met de opdracht om Maria de' Medici met haar zoon, koning Lodewijk XIII van Frankrijk te verzoenen. Hierin slaagde hij niet. Wel vernieuwde Frankrijk na zijn vertrek het bondgenootschap met de Republiek in 1644. 
Vanaf 1646 was De Knuyt betrokken bij de onderhandelingen die voorafgingen aan de Vrede van Münster. Hij behoorde hier tot de gematigde vleugel. Tijdens deze onderhandelingen raakten hij en Pauw in onmin met de Fransen. Die beschuldigden De Knuyt dat hij voor 100.000 kronen was omgekocht om een afzonderlijke vrede met Spanje te sluiten. Ook waren zij boos dat hij in ruil voor geschenken niet terug wilde komen op zijn voorstel om de handel met Spanje te hervatten. 
Na het overlijden van Frederik Hendrik behield De Knuyt aanvankelijk zijn positie als vertegenwoordiger van de eerste edele van Zeeland. Na de dood van Willem II van Oranje, het begin van het Eerste Stadhouderloze Tijdperk, verloor hij die functie. In 1654, het laatste jaar van zijn leven, waren de Staten van Zeeland niet meer genegen hem bij de vergaderingen toe te laten, zelfs niet als gewoon lid. Wel nam men genoegen met zijn uitleg over zijn houding tijdens de onderhandelingen voor de Vrede van Münster.

## Voetnoten
1. ↑  Vertegenwoordiger van de eerste edele in Zeeland is vergelijkbaar met de voorzitter van de Ridderschap in Holland
2. ↑  De Republiek, 1477-1806; J.I. Israel; Van Wijnen, Franeker, 1996